# Helicobacter-Urease-Test

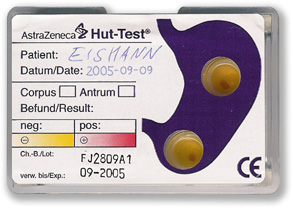
Negativer Helicobacter-Urease-Test

Der Helicobacter-Urease-Test (kurz HUT oder HU-Test) dient zum Nachweis einer Besiedlung mit Helicobacter pylori.
Bei einer Magenspiegelung wird oft eine Gewebeprobe für einen HU-Test entnommen. Die Gewebeprobe wird in ein Testmedium gegeben, welches aus einer Nährlösung für die Bakterien sowie aus Harnstoff und einem Indikator besteht. Ist das Bakterium in der Probe enthalten, verarbeitet es den Harnstoff zu Ammoniak und Kohlendioxid. Das Ammoniak färbt dann den Indikator rot. Das Testergebnis ist nach wenigen Minuten (bis max. 24 Stunden) zu erkennen.